# Reinhard Heydrich
Reinhard Tristan Eugen Heydrich (Halle, 7 marzo 1904 – Praga, 4 giugno 1942) è stato un generale e poliziotto tedesco.
Considerato uno dei più potenti gerarchi della Germania nazista e da taluni persino come l'uomo più pericoloso del Terzo Reich, Heydrich ebbe sotto il suo controllo l'intero apparato delle SS e fu stretto collaboratore di Heinrich Himmler, che lo mise a capo del Reichssicherheitshauptamt (RSHA) (Ufficio Principale di Sicurezza del Reich).
È noto soprattutto per il suo ruolo decisivo nella pianificazione e organizzazione dello sterminio degli ebrei riunendo i più grandi gerarchi nazisti per la cosiddetta soluzione finale della questione ebraica, e per aver diretto la conferenza di Wannsee, nel corso della quale furono analizzati i punti organizzativi della Soluzione finale.
Nella primavera del 1941 venne nominato da Adolf Hitler governatore del Protettorato di Boemia e Moravia, dove mise in atto sanguinose repressioni per annientare la resistenza antitedesca sviluppatasi sotto il suo predecessore Konstantin von Neurath, ma morì circa un anno dopo a causa delle ferite riportate in un attentato organizzato dai partigiani cecoslovacchi con il supporto dell'intelligence britannica.

## Biografia

### Gioventù
Reinhard Heydrich nacque a Halle, in Germania, il 7 marzo 1904, figlio primogenito del musicista, compositore e violinista Richard Bruno Heydrich e di Elisabeth Anna Maria Amalia Krantz. Reinhard veniva spesso deriso in gioventù col soprannome di Moses Handel, poiché si mormorava che avesse antenati ebrei. L'ammiraglio Wilhelm Canaris affermò di aver ottenuto dei documenti che provavano le origini ebraiche di Heydrich, ma questi documenti non sono mai stati pubblicati. Infine, l'indagine sistematica condotta da Karin Flachowsky sui registri parrocchiali della Sassonia ha definitivamente provato che Heydrich non aveva alcuna ascendenza ebraica. C'è anche da notare che nel 1936, su indicazione del partito, chiese che il suo nominativo venisse cancellato dagli elenchi dei battezzati nella chiesa cattolica (Kirchenaustritt). Lo stesso Heydrich ordinò ai ricercatori delle Schutzstaffel di investigare su quest'ipotesi, dimostrando di non avere antenati ebrei. Entrambi i genitori erano appassionati di musica e fecero nascere nel figlio una passione per il violino che durò per tutta la vita.

### In marina
Sebbene Reinhard fosse una persona timida, era fisicamente molto prestante ed eccelleva nell'atletica, nel nuoto e nella scherma. Heydrich giovanissimo si arruolò volontario nei Freikorps. Nel 1922 entrò in marina, all'accademia navale di Kiel. Nel 1928 fu promosso sottotenente di vascello della Reichsmarine, ma l'anno successivo fu congedato perché, dopo aver avuto una relazione con la figlia di un suo superiore, la abbandonò per una donna più giovane. La figlia dell'ufficiale riferì l'accaduto al padre e Heydrich si ritrovò denunciato per "condotta deplorevole per un ufficiale e per un gentiluomo".
L'accusa, a quei tempi già di per sé gravissima e tale da pregiudicarne la carriera, non fu però l'unica: infatti, al processo, Heydrich si presentò con una spavalderia tale da costargli anche l'accusa di insubordinazione. Fu obbligato dal tribunale a dare le dimissioni dalla marina e, ormai privato della possibilità di far carriera in qualsiasi corpo militare dello stato, nel 1931 si sposò con Lina von Osten.

### Nelle SS

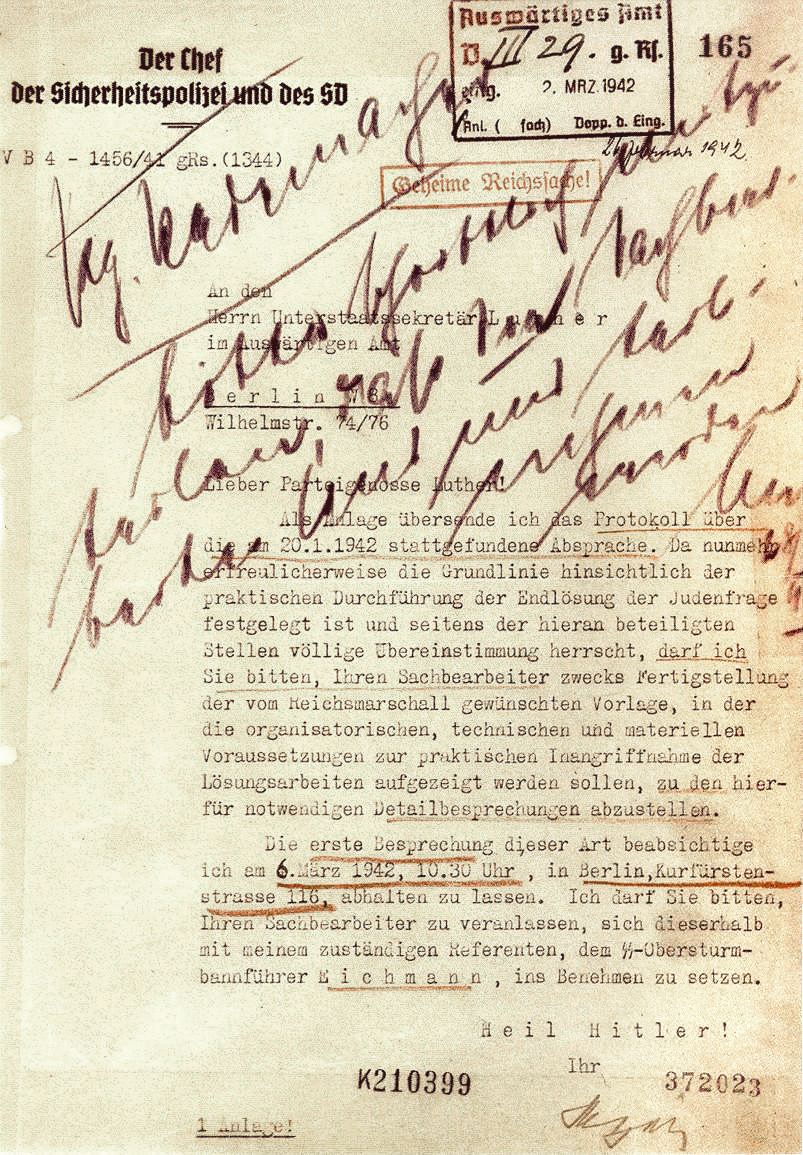
Lettera di Heydrich sulla "Soluzione finale"

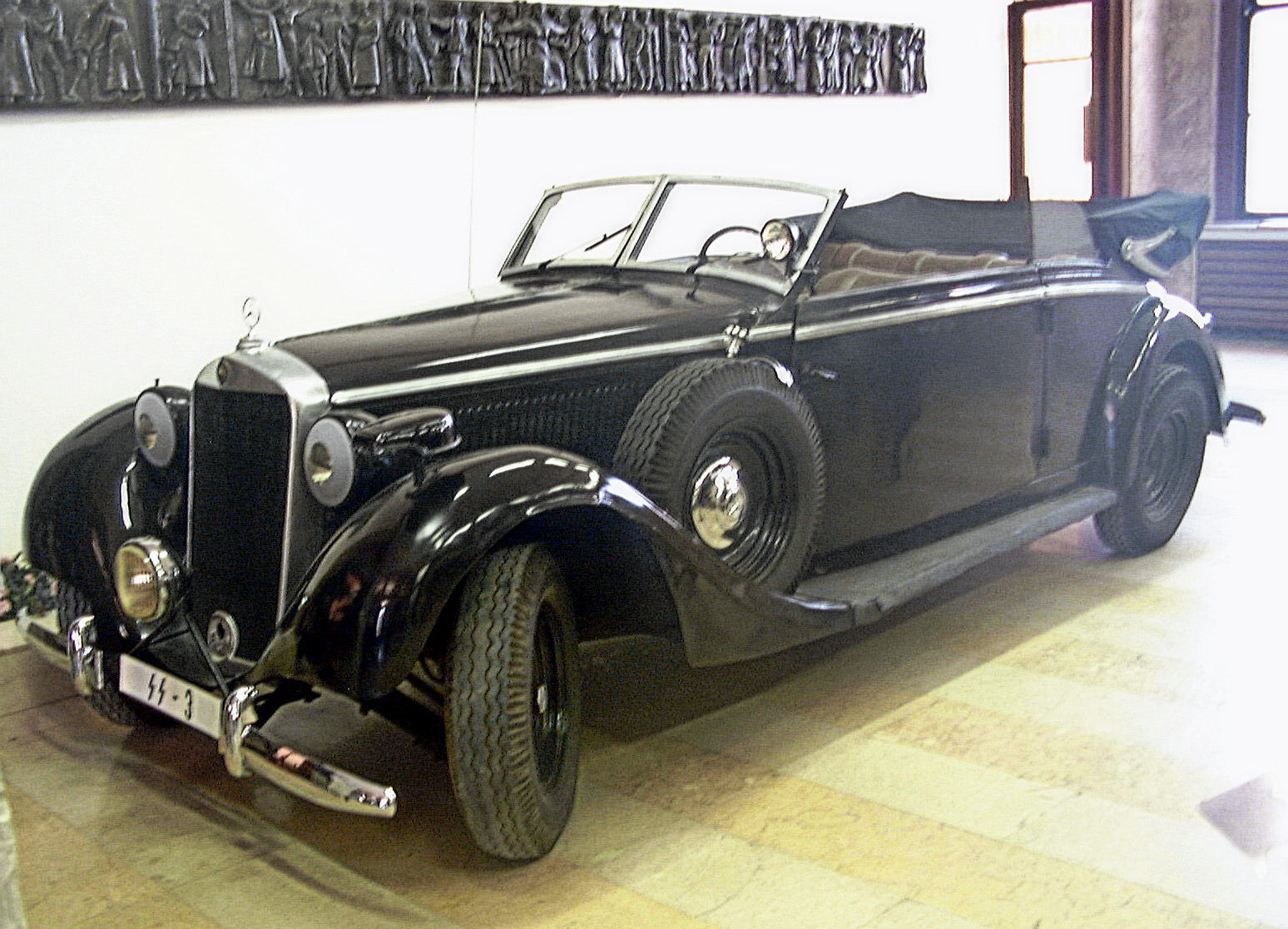
Mercedes 320 cabriolet

Nel 1931 Himmler volle creare un'unità di controspionaggio interna alle Schutzstaffel (SS). Su consiglio di un amico, il barone Karl von Eberstein, prese contatti con Heydrich, che venne poi selezionato per il compito e che entrò così a far parte anche del partito nazista. In questo periodo Heydrich fu piuttosto insignificante nell'apparato nazista: guadagnava poco e lavorava in un piccolo ufficio.
Il suo compito, come quello della sua unità, era però molto delicato: costruire un archivio di notizie riservate su tutte le persone che potevano minacciare il Reich, ma anche su alti ufficiali e personalità politiche di spicco. Nel 1932 la sua divisione venne ribattezzata Sicherheitsdienst (SD). Heydrich cominciò ad acquisire potere. Sfruttando le informazioni in suo possesso, si guadagnò l'amicizia di Himmler, nonostante le sue presunte origini ebraiche, le quali furono strumento di ricatto nei suoi confronti da parte delle alte sfere del partito nazista.
Dopo la presa del potere da parte di Adolf Hitler nel 1933, Heydrich fu posto nel 1934 al comando della Gestapo e si occupò di quelle organizzazioni e di quelle persone che potevano nuocere alla causa nazista, raggiungendo il grado di Gruppenführer. Nel 1939 Himmler lo mise a capo del Reichssicherheitshauptamt (RSHA, che comprendeva SD, Gestapo e le Einsatzgruppen).
Egli stesso, in seguito, organizzò l'attacco alla centrale radio di Gleiwitz, denominato "Operazione Himmler", che diede il via alla seconda guerra mondiale. All'inizio del conflitto prestò servizio nella Luftwaffe, ottenendo anche delle decorazioni per la sua audacia. Nel 1941 venne abbattuto da razzi della contraerea sovietica e fu costretto a nuotare in un fiume per salvarsi.
A causa di ciò venne biasimato sia da Himmler sia da Hitler, che sapevano quanto potesse essere pericolosa, per il Reich, una sua eventuale cattura da vivo. Promosso Obergruppenführer, nel settembre 1941 divenne governatore del Protettorato di Boemia e Moravia, sostituendo Konstantin von Neurath. Heydrich diventò il dittatore de facto della zona, ordinando repressioni e persecuzioni, tanto da guadagnarsi l'appellativo di Il boia di Praga (Der Henker von Prag). Spesso guidava per le strade della Boemia e della Moravia una macchina scoperta per mostrare la fiducia nella sua politica di gestione e occupazione.
Il 20 gennaio 1942 Heydrich tenne a Wannsee la famosa conferenza nella quale venne pianificata la "Soluzione finale della questione ebraica" (Endlösung der Judenfrage in tedesco), cominciando a organizzare metodicamente le deportazioni dei civili di origine ebraica. Esiste ancora una copia del protocollo della riunione segreta in cui alti ufficiali delle SS e dignitari d'alto rango del Partito nazionalsocialista (NSDAP) e dell'amministrazione del Terzo Reich discussero e organizzarono con precisione e metodicità industriale il genocidio del popolo ebraico.
Custodito per anni come documento storico negli archivi dell'Auswärtiges Amt (il ministero degli Esteri tedesco), il documento venne ritrovato per caso nel 1947 (la copia era quella di Martin Luther), dopo la disfatta dell'Asse, da alcuni ufficiali delle forze armate americane e consegnato in seguito ai giudici del processo di Norimberga, la grande istruttoria degli Alleati contro i criminali nazisti. Fu più volte fotocopiato e riprodotto in testi storici e scolastici, nell'ipotesi che l'originale non esistesse più.

#### L'attentato e la morte

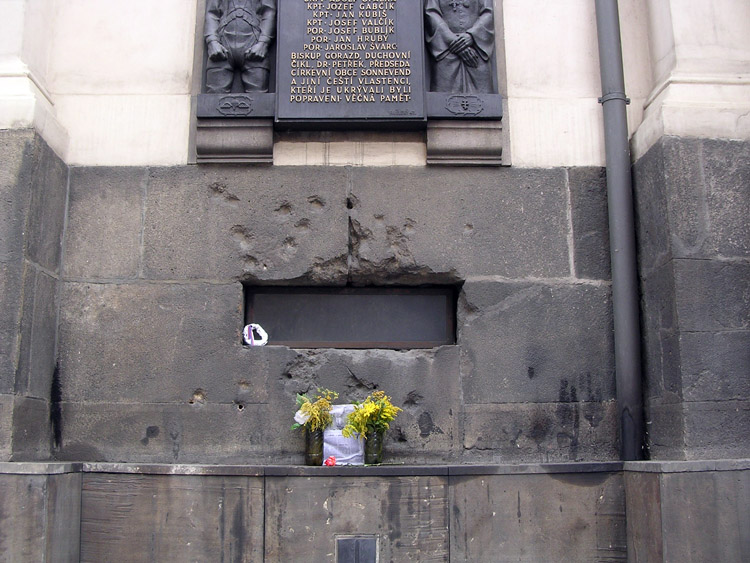
La chiesa dei santi Cirillo e Metodio, dove si rifugiarono gli attentatori di Heydrich, con la parete vicino alla finestra che riporta le scalfitture causate dal conflitto a fuoco e una lapide in memoria dei combattenti cecoslovacchi

Il 27 maggio 1942 un commando composto da membri dell’esercito cecoslovacco in esilio, addestrato dagli inglesi del SOE (Special Operations Executive), attentò alla vita di Heydrich. Il gruppo, composto da Adolf Opálka (il capo), Josef Valčík, Jan Kubiš e Jozef Gabčík, riuscì a fermare l'auto su cui Heydrich imprudentemente viaggiava senza scorta, e a vettura scoperta, insieme al suo autista, l'SS-Oberscharführer Klein, cercando di sparargli con un mitra Sten, ma l'arma s'inceppò. Heydrich reagì immediatamente al fuoco con la pistola in dotazione, ma il lancio di una granata di fabbricazione inglese da parte di uno degli attentatori lo ferì gravemente.
Tuttavia Heydrich scese dalla macchina e cercò d'inseguire i suoi aggressori, prima di accasciarsi svenuto. Fu mandato, su ordine di Himmler, all'ospedale di Praga. Le ferite riportate nell'attentato non erano così gravi da condurlo alla morte, ma una setticemia, dovuta al contatto della milza con dei crini di cavallo dell'imbottitura dei sedili della sua Mercedes, lo condusse alla morte alle ore 4:30 del 4 giugno. Sembra che la decisione da parte dei medici che lo curavano (e più precisamente per volontà di Karl Gebhardt, capo del servizio chirurgico delle SS) di non somministrargli sulfamidici abbia portato alla morte del gerarca.

### La repressione
Gli attentatori, nel frattempo, avevano trovato rifugio presso la chiesa di San Cirillo e Metodio in via Resslova ma, rintracciati nelle settimane successive dalle forze di occupazione, perirono nel conflitto a fuoco che ne derivò il 18 giugno del 1942. A Heydrich spettarono tutti gli onori militari. Un grandioso funerale fu allestito a Berlino con tutte le più alte cariche del Reich, Adolf Hitler compreso, che commentò così la sua morte: «È stato stupido e idiota. Un uomo come lui non doveva esporsi a simili rischi».
Per vendicare Heydrich, la Gestapo assassinò tutti i 192 maschi di età superiore ai 15 anni abitanti nel villaggio di Lidice, vicino a Praga, e deportò tutte le donne ed i bambini. In seguito bruciò tutti gli edifici e le macerie furono poi asportate in modo da cancellare definitivamente il luogo dalle cartine geografiche. Il villaggio era effettivamente abitato da partigiani cecoslovacchi, ma non ci sono prove che fosse collegato agli attentatori di Heydrich. La strage fu enfatizzata dalla stampa tedesca, per intimorire i fenomeni di sovversione nei territori occupati, e in seguito anche dalla propaganda alleata per screditare internazionalmente il Terzo Reich.
Col nome di Heydrich venne battezzata l'"operazione Reinhard", il piano per la costruzione dei primi tre campi di sterminio tedeschi: Treblinka, Sobibór e Bełżec.
Reinhard Heydrich fu sepolto nel Cimitero degli Invalidi di Berlino, in una tomba a fianco a quella del generale Tauentzien von Wittenberg, eroe della guerra prussiana contro Napoleone. Il cippo funebre fu distrutto durante l'occupazione sovietica di Berlino, cosicché oggi la sepoltura risulta priva di qualsiasi segno di identificazione. Nonostante ciò, nella notte tra l'11 e il 12 dicembre 2019, alcuni ignoti hanno profanato la tomba senza però asportare nulla. La polizia ritiene che tale effrazione sia stata commessa solo per avere la certezza che le spoglie di Heydrich si trovassero effettivamente in quel luogo.

## Media
- Anche i boia muoiono - film di Fritz Lang (1943)
- E l'alba si macchiò di rosso - film di Lewis Gilbert (1975)
- Missione Anthropoid - film di Sean Ellis (2016)
- L'uomo dal cuore di ferro film di Cédric Jimenez (2017)